# Гиперет
Гиперет (др.-греч. Ὑπέρητος, у Аристотеля и Плутарха Гипер, Ὑπέρης) — персонаж древнегреческой мифологии. Сын Посейдона и Алкионы. Основал город Гиперию в Восточной Арголиде. По его имени остров (позже Калаврия) стали называть Гиперия. Его именем трезенцы называли сорт винограда.